# قرة غل (مشكين شهر)
قرة غل هي قرية في مقاطعة مشكين شهر، إيران. عدد سكان هذه القرية هو 349 في سنة 2006.